# Jacques de Morgan
Jacques Jean Marie de Morgan (3. června 1857, Huisseau-sur-Cosson, Loir-et-Cher – 14. června 1924 Marseille) byl francouzský důlní inženýr, geolog a archeolog. Jeho profese důlního inženýra mu poskytla příležitost objevit a prozkoumat mnohá archeologická naleziště v Egyptě a na Předním východě. V letech 1892 – 1897 byl ředitelem oddělení vykopávek a starožitností v Egyptě (po Augustu Mariettovi, Gastonu Masperovi a Eugènu Grébautovi), řídil vykopávky v Mennoferu a Dáhšúru a pořídil nákresy mnoha pyramid. V letech 1887-89 odkryl 576 hrobů v okolí Alaverdi a Akhataly poblíž železniční trati Tiflis - Alexandropol. Je objevitelem Chammurapiho zákoníku (1901 v Íránu) a capsienské kultury v Maghrebu (1909 v Tunisku). Je autorem termínu pro časové odbodí mezolit. Pracoval také ve Stonehenge, Persepoli, Arménii a na dalších místech.

## Život
Jeho otec Eugène, nazývaný též „baron“ de Morgan, byl velšského původu a pracoval jako inženýr v nalezištích nerostů. Měl zájem o entomologii a prehistorii. Své dva syny pojmenoval Henry a Jacques a zapojoval je už v útlém věku do terénních prací v lomech v Campigny nedaleko od Rouenu, které v té době díky nálezům keramiky a předmětů z tamního pazourku propůjčily jméno první fázi evropského neolitu. Otec Jacquese seznámil s Gabrielem de Mortilletem, který pro muzeum národních starožitností zkoumal pohřebiště Merovejců v klášteře Saint-Germain-des-Prés a který mu ukázal, jak katalogizovat vykopané předměty. Jacques se chtěl stát profesionálním geologem jako jeho otec a jeho životní styl mu umožnil cestovat a studovat již od raného mládí. V roce 1879 začal publikovat výsledky svého výzkumu ilustrované kresbami, které se vyznačovaly jemností a dokumentační přesností. Vystudoval Lycée de Lons-le-Saunier a poté v roce 1882 dokončil studia na École national supérieure des mines (vysoké báňské škole) v Paříži.  
Po studiích odchází mladý Jacques hledat štěstí ve zlatých dolech v různých zemích světa a postupně se stává známým výzkumníkem a uznávaným archeologem.

### Indie
V roce 1882-3 byl v Indii s francouzským geologem Mauricem Chaperem.

### Malajsie
V Peraku, tehdy novém britském protektorátě v Malajsku byl v roce 1884 pověřen Hughem Lowem pořízením první geologické a důlní mapy okresu Kinta výměnou za koncesi na cínový důl Kliang Lallang poblíž Gopengu. Jacques při práci spolupracoval s domorodými průvodci, sbíral motýly, měkkýše a byliny a svá etnologická pozorování a kresby si zaznamenal do svého cestovního deníku. S prospektory a průvodci prostudoval cínová naleziště v širokém okolí. Hlubotisková mapa s topografií a drenážním systémem údolí řeky Kinta byla dokončena ještě téhož roku. Po svém návratu do Francie založil společnost na těžbu cínu, ale zdá se, že svůj podíl ztratil, když byla tato společnost sloučena se Société des Mines de'Etain de Pérak v roce 1886 a vytvořila Société des Etains de Kinta (SEK), která se stala nejdéle fungujícím dolem v Malajsii.

### Arménie
Opět s Mauricem Chaperem provozoval od r. 1886 jménem francouzských investorů měděný důl v Akthale (Lorri, Arménie). V roce 1888 byl společností vyhozen, poté se vrátil do Francie a své objevy široce publikoval (Vědecká mise na Kavkaz). Během tohoto pobytu se zevrubně seznámil s historií Arménie a o třicet let později energicky zareagoval na genocidu páchanou osmanskou vládou v letech 1915 až 1917 (Proti barbarům z Východu, studie o Turecku, jeho proradnostech a zločinech, Ed. Berger-Levrault, 1918).

### Egypt
Roku 1892 byl de Morgan jmenován nástupcem Eugèna Grébauta ve funkci ředitele Service des Antiquités d'Egypte v Káhiře. Tuto funkci zastával šest let (1892-1897). Podnikl vykopávky v Dáhšúru, kde objevil hrobky princezen Mereret a Khnumit, jejichž mimořádné šperky jsou dnes k vidění v Egyptském muzeu v Káhiře. Dále de Morgan v roce 1893 objevil mastabu vezíra Mereruky v Sakkáře, v roce 1893 odkryl chrám Kom Ombo, v roce 1897 našel hrobku královny Neithotep v Nakádě, pro své rozměry (půdorys – 54x27 m) původně považované za místo posledního odpočinku Manehtova faraóna Meniho, a vedl první vědeckou výpravu na Sinaj. Po úplném odkrytí nekropole v Dáhšúru měl to štěstí, že se mu do rukou dostaly ty nejobdivuhodnější klenoty, poklad princezen v galeriích královen pyramidy Sesostris III. Ve svých teoretických pracích obhajoval pravděpodobnost asijského původu egyptské civilizace.

### Persie

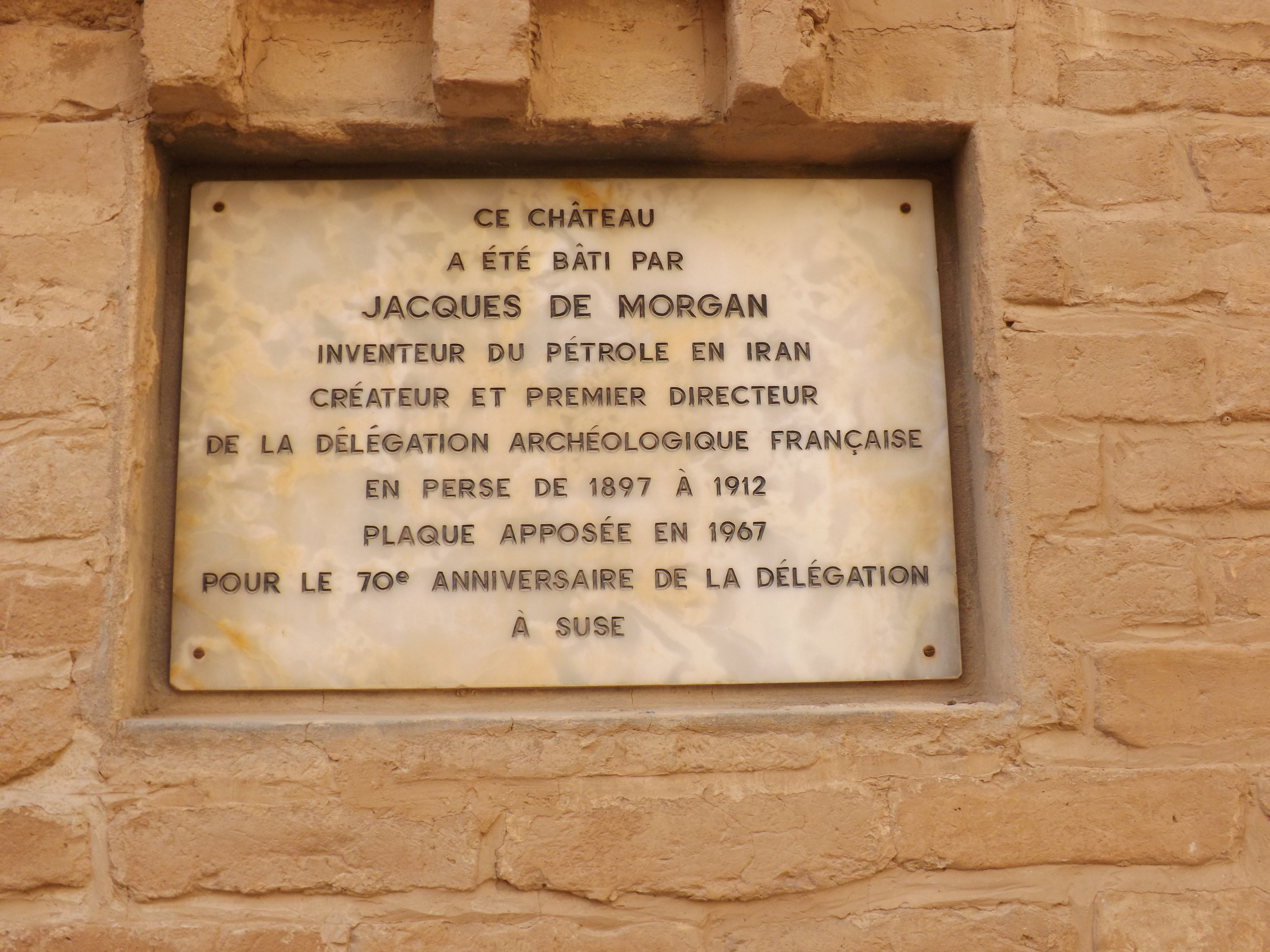
Pamětní deska na citadele v Susách: ""Tuto pevnost postavil Jacques De Morgan, objevitel ropy v Íránu, zakladatel a první ředitel francouzského archeologického úřadu v letech 1897 až 1912. Deska byla odkryta v roce 1967 k 70. výročí francouzské kanceláře v Susách."

V roce 1897 byl jmenován generálním delegátem ministerstva pro veřejné vyučování v Persii a byl pověřen vykopávkami na území dnešního Íránu. Vykopával hlavně v Súsách, pokoušel se vystopovat trasy asyrských nájezdů v Elamu, objevil Maništušův obelisk, vítěznou stélu z Narám Sínu a Chammurapiho zákoník (1901). Prozkoumal také dolmeny v oblasti severně od Teheránu a přivezl zpět do Francie ke studiu různé fosilie, hmyz a měkkýše. V únoru 1892 de Morgan zveřejnil informaci, že v Íránu dochází k průsakům ropy, které by mohly být komerčně zajímavé. O svých poznatcích vydal Mission scientifique en Perse se čtyřmi svazky geologických studií; dva svazky archeologických studií o hrobech a dalších památkách; jeden svazek věnovaný kurdským dialektům a jazykům severní Persie; jeden svazek mandejských textů a další dva svazky geografických studií.
Navzdory jeho archeologickým úspěchům je jeho metoda objevů dnes považována za příliš zaměřenou na hledání uměleckých děl, a to na úkor budov a stratigrafických vrstev, které bezohledně a nenávratně zničil, aby se dostal k předmětům svého zájmu. Neváhal například postavit impozantní pevnost v Súsách (citadela) z kamenů přímo z vykopaných památek, např. Dareiova hradu nebo zikkuratů z Čogha Zanbíl.

## Dílo
Vědecká mise na Kavkaz (Mission scientifique au Caucase), editor Ernest Leroux, Paříž, 1889, svazek 1
Pravěk kovů v ruské Arménii (Les premiers âges des métaux dans l'Arménie russe), svazek 2
Výzkum původu národů Kavkazu (Recherches sur les origines des peuples du Caucase)
Dáhšúrský poklad: Souhrnný seznam klenotů dvanácté dynastie objevených v Dashurské cihlové pyramidě (Le trésor de Dahchour : liste sommaire des bijoux de la XIIe dynastie découverts dans la pyramide de briques de Dahchour), 7.–8. března 1894, 1895
Vědecká mise v Persii (Mission scientifique en Perse), redaktor Ernest Leroux, Paříž, 1895
Výzkum původu Egypta. Doba kamenná a kovy (Recherches sur les origines de l'Égypte. L'âge de la pierre et les métaux), Ernest Leroux, Paříž, 1896
Výzkum původu Egypta. Prehistorická etnografie a královská hrobka Négadah (Recherches sur les origines de l'Égypte. Ethnographie préhistorique et tombeau royal de Négadah), editor Ernest Leroux, Paříž, 1897
Delegace ministerstva pro veřejné vyučování v Persii (La délégation en Perse du ministère de l'Instruction publique, 1897 à 1902), 1897 až 1902, vydavatel Ernest Leroux, Paříž, 1902
Historie a práce delegace ministerstva pro veřejné vyučování v Persii (Histoire et travaux de la délégation en Perse du ministère de l'Instruction publique, 1897-1905), 1897-1905, vydavatel Ernest Leroux, Paříž, 1905